# دقرين(مطرى+حيمى) (بني مطر)

تعديل مصدري - تعديل

دقرين هي إحدى قرى عزلة الحدب بمديرية بني مطر التابعة لمحافظة صنعاء، بلغ تعداد سكانها 75 نسمة حسب تعداد اليمن لعام 2004.